# Shankou, Shandong
Shankou (kinesiska: 山口镇, 山口) är en köping i Kina. Den ligger i provinsen Shandong, i den östra delen av landet, omkring 53 kilometer sydost om provinshuvudstaden Jinan. Antalet invånare är 50238. Befolkningen består av 25 200 kvinnor och 25 038 män. Barn under 15 år utgör 15,0 %, vuxna 15-64 år 73 %, och äldre över 65 år 10,0 %.
Genomsnittlig årsnederbörd är 845 millimeter. Den regnigaste månaden är juli, med i genomsnitt 304 mm nederbörd, och den torraste är januari, med 8 mm nederbörd.